# Regne de Judà
El Regne de Judà (en hebreu מַלְכוּת יְהוּדָה Malekhot Yəhûdāh) va ser un regne assentat a l'antiga Canaan i que es va crear després de la divisió del Regne d'Israel.
A la mort de Salomó, la relació entre les tribus israelites es va tibar molt fins al punt que les deu tribus del nord van fer rei a Jeroboam, un oficial proper a la cort, i les dues tribus del sud van fer rei a Roboam, fill de Salomó. Des de llavors hi hauria dos regnes: el Regne d'Israel i el Regne de Judà, aquest últim seguiria amb el llinatge de David.

## Successos destacats

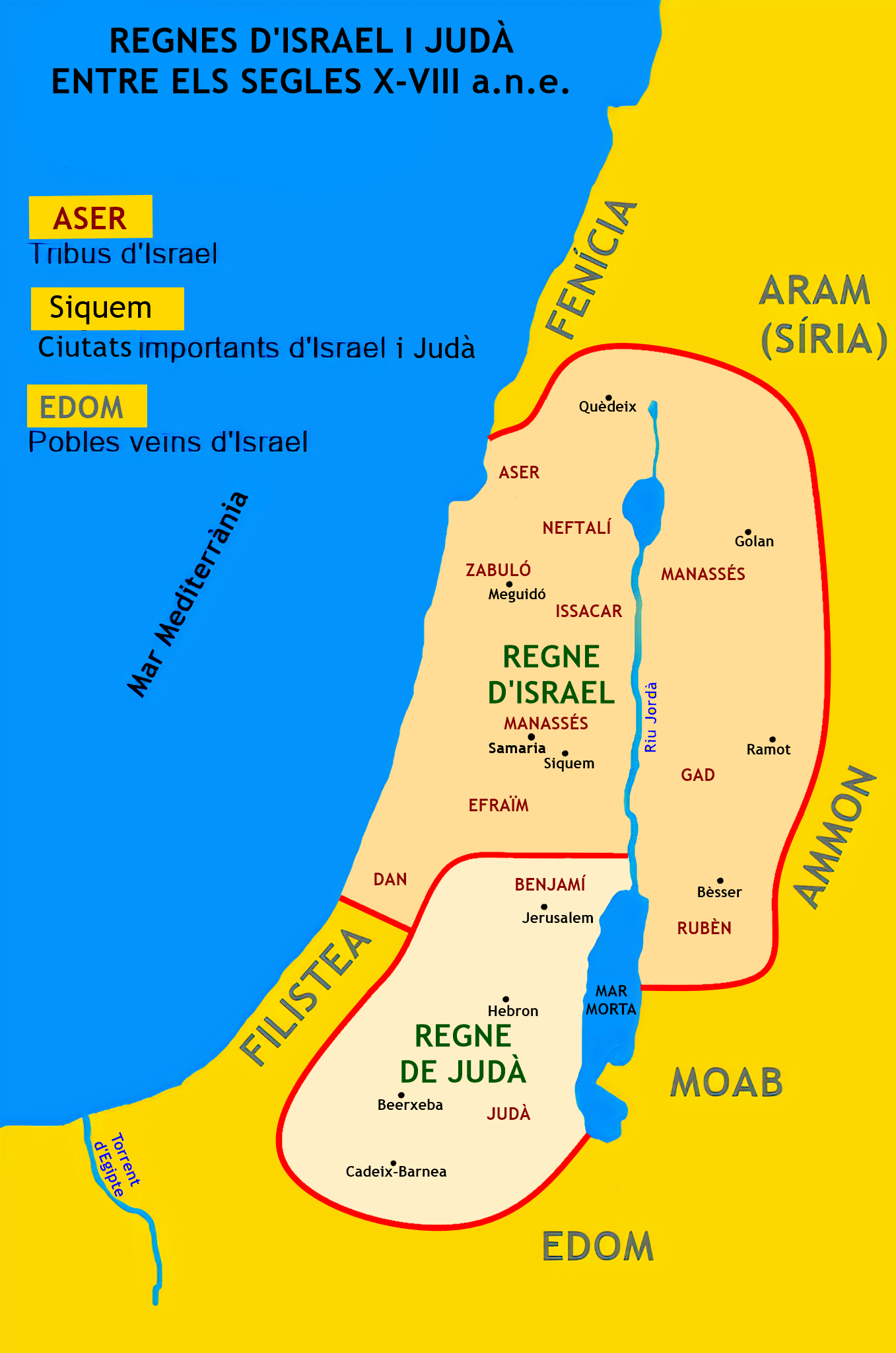
Regnes de Judà i Israel després de la divisió.

En el cinquè any de Roboam, el primer rei, el rei Sisac d'Egipte va envair el Regne de Judà i va arribar fins a Jerusalem, on va capturar al seu pas les ciutats fortificades que va trobar de camí.
En el transcurs del regnat de Acaz, l'onzè rei, Judà va sofrir invasions d'edomites i filisteus, i també incursions del Regne d'Israel i de Síria. La coalició entre siris i israelites va arribar a amenaçar amb enderrocar Acaz. Per aquest motiu, Acaz va subornar al rei assiri Tiglath-Pileser III perquè l'ajudés, però en comptes d'ajudar-lo el va intentar subjugar.
Ezequies, fill de Acaz, es va rebel·lar contra Assíria. En conseqüència, Sennàquerib, rei d'Assíria, va envair Judà i va prendre moltes ciutats fortificades. No obstant això, no va aconseguir ocupar Jerusalem. Uns vuit anys abans, havia arribat la fi del Regne d'Israel, amb la caiguda de la seva capital, Samaria, davant dels assiris.
Durant l'època del regnat de Josies, el quinzè rei, sembla que es va trobar el llibre de la llei que havia escrit originalment Moisés. Aquest fet va ocasionar un gran rebombori al poble.
Els últims reis de Judà van patir la pressió insuportable d'Egipte primer, amb el faraó Necó II, i de Babilònia després, amb Nabucodonosor II. Els babilonis acabarien destruint Jerusalem i el seu temple. Molt jueus serien deportats a Babilònia. Així arribava la fi del Regne de Judà.

## Cronologia bíblica
La cronologia bíblica difereix poques dècades de les dates proposades per alguns historiadors. Aquestes són les seves dates (a.n.e.):
- 997 Roboam: 17 anys

- 980 Abies: 3 anys

- 978 Asà: 41 anys

- 937 Josafat: 25 anys

- 913 Jehoram: 8 anys

- 906 Ahazià: 1 any

- 905 Atalia usurpadora temporal: 6 anys

- 898 Joaix: 40 anys

- 858 Amasies: 29 anys

- 829 Ozies (Azarià): 52 anys

- 777 Jotam: 16 anys

- 762 Acaz: 16 anys

- 746 Ezequies: 29 anys

- 716 Manassès: 55 anys

- 661 Amon: 2 anys

- 659 Josies: 31 anys

- 628 Joahaz: 3 mesos; Joiaquim: 11 anys

- 618 Jeconies: 3 mesos i 10 dies

- 617 Sedecies: 11 anys

- 607 Jerusalem i el seu temple són destruïts pels babilonis, dirigits per Nabucodonosor II.

## Cronologia tradicional
Aquestes dates van ser proposades en el seu moment pels arqueòlegs William F. Albright i Edwin R. Thiele, i més modernament pel doctor Gershon Galil.
| Albright          | Thiele            | Galil             | Nom bíblic | Nom real                                                              | Notes |
| ----------------- | ----------------- | ----------------- | ---------- | --------------------------------------------------------------------- | --- |
| Casa de David     |                   |                   |            |                                                                       | |
| c.1002 aC–?       | ?                 | c.1010 aC–?       | Roboam     | רחבעם בן-שלמה מלך יהודה Rehav'am ben Shelomoh, Melekh Yehudah         | Fill de l'anterior; No va poder evitar la secessió de deu tribus a favor de Jeroboam Mort: Causes Naturals      |
| c.915 aC–c.913 aC | c.913 aC–c.911 aC | c.914 aC–c.911 aC | Abies      | אבים בן-רחבעם מלך יהודה Aviyam ben Rehav’am, Melekh Yehudah           | Fill de l'anterior; Mort: Causes Naturals                                                                       |
| c.913 aC–c.873 aC | c.911 aC–c.870 aC | c.911 aC–c.870 aC | Asà        | אסא בן-אבים מלך יהודה Asa ben Aviyam, Melekh Yehudah                  | Fill de l'anterior; Mort: Malaltia greu als peus                                                                |
| c.873 aC–c.849 aC | c.870 aC–c.848 aC | c.870 aC–c.845 aC | Josafat    | יהושפט בן-אסא מלך יהודה Yehoshafat ben Asa, Melekh Yehudah            | Fill de l'anterior; Mort: Causes naturals                                                                       |
| c.849 aC–c.842 aC | c.848 aC–c.841 aC | c.845 aC–c.843 aC | Joram      | יהורם בן-יהושפט מלך יהודה Yehoram ben Yehoshafat, Melekh Yehudah      | Fill de l'anterior; Mort: Infecció d'estómac                                                                    |
| c.842 aC          | c.841 aC          | c.843 aC–c.842 aC | Ahazià     | אחזיהו בן-יהורם מלך יהודה Ahazyahu ben Yehoram, Melekh Yehudah        | Fill de l'anterior; Mort: Assassinat per Jehú, rei del Regne d'Israel                                           |
| c.842 aC–c.837 aC | c.841 aC–c.835 aC | c.842 aC–c.835 aC | Atalia     | עתליה בת-עמרי מלכת יהודה Atalyah bat Ahāb, Malkat Yehudah             | Mare de l'anterior; Va usurpar el tron Mort: Executada al Temple de Salomó                                      |
| c.837 aC–c.800 aC | c.835 aC–c.796 aC | c.835 aC–c.802 aC | Joaix      | יהואש בן-אחזיהו מלך יהודה Yehoash ben Ahazyahu, Melekh Yehudah        | Net de l'anterior; Va recuperar el tron del seu pare Mort: Assassinat en una conspiració                        |
| c.800 aC–c.783 aC | c.796 aC–c.767 aC | c.802 aC–c.776 aC | Amasies    | אמציה בן-יהואש מלך יהודה Amatzyah ben Yehoash, Melekh Yehudah         | Fill de l'anterior; Mort: Assassinat en una conspiració                                                         |
| c.783 aC–c.742 aC | c.767 aC–c.740 aC | c.788 aC–c.736 aC | Azarià     | עזיה בן-אמציה מלך יהודה Uziyah ben Amatzyah, Melekh Yehudah           | Fill de l'anterior; Mort: Lepra                                                                                 |
| c.742 aC–c.735 aC | c.740 aC–c.732 aC | c.758 aC–c.742 aC | Jotam      | יותם בן-עזיה מלך יהודה Yotam ben Uziyah, Melekh Yehudah               | Fill de l'anterior; Mort: Causes naturals                                                                       |
| c.735 aC–c.715 aC | c.732 aC–c.716 aC | c.742 aC–c.726 aC | Acaz       | אחז בן-יותם מלך יהודה Yehoahash ben Yotam, Melekh Yehudah             | Fill de l'anterior; Mort: Causes naturals                                                                       |
| c.715 aC–c.687 aC | c.716 aC–c.687 aC | c.726 aC–c.697 aC | Ezequies   | חזקיה בן-אחז מלך יהודה Hizqiyah ben Yehoahash, Melekh Yehudah         | Fill de l'anterior; Mort: Causes naturals                                                                       |
| c.687 aC–c.642 aC | c.687 aC–c.643 aC | c.697 aC–c.642 aC | Manassès   | מנשה בן-חזקיה מלך יהודה Menasheh ben Hizqiyah, Melekh Yehudah         | Fill de l'anterior; Mort: Causes naturals                                                                       |
| c.642 aC–c.640 aC | c.643 aC–c.641 aC | c.642 aC–c.640 aC | Amon       | אמון בן-מנשה מלך יהודה Amon ben Menasheh, Melekh Yehudah              | Fill de l'anterior; Mort: Assassinat en una conspiració                                                         |
| c.640 aC–c.609 aC | c.641 aC–c.609 aC | c.640 aC–c.609 aC | Josies     | יאשיהו בן-אמון מלך יהודה Yôšiyyāhû ben Amon, Melekh Yehudah           | Fill de l'anterior; Mort: Derrotat a la batalla de Meguidó pel faraó d'Egipte                                   |
| c.609 aC          | c.609 aC          | c.609 aC          | Joahaz     | יהואחז בן-יאשיהו מלך יהודה Yehoahash ben Yôšiyyāhû, Melekh Yehudah    | Fill de l'anterior; Fou deposat pels egipcis, que van ocupar el país                                            |
| c.609 aC–c.598 aC | c.609 aC–c.598 aC | c.609 aC–c.598 aC | Joiaquim   | יהויקים בן-יאשיהו מלך יהודה Elyakhim ben Yôšiyyāhû, Melekh Yehudah    | Germà de l'anterior; Nomenat pel faraó d'Egipte; Mort: Derrotat en batalla contra Nabucodonosor II de Babilònia |
| c.598 aC          | c.598 aC          | c.598 aC–c.597 aC | Jeconies   | יהויכין בן-יהויקים מלך יהודה Yehoyakhin ben Elyakhim, Melekh Yehudah  | Fill de l'anterior; Nomenat per Nabucodonosor II de Babilònia; Deportat a Babilònia                             |
| c.597 aC–c.587 aC | c.597 aC–c.586 aC | c.597 aC–c.586 aC | Sedecies   | יהויכין בן-יהויקים מלך יהודה Mattanyāhû ben Yôšiyyāhû, Melekh Yehudah | Oncle de l'anterior; Nomenat per Nabucodonosor II de Babilònia; Encegat i deportat a Babilònia                  |
|                   |                   |                   |            |                                                                       | |